# Alfa Romeo A12 e F12
L’Alfa Romeo A12 e l’Alfa Romeo F12 sono due serie di furgoni costruite dalla casa automobilistica italiana Alfa Romeo dal 1967 al 1983, prevalentemente nello stabilimento di Pomigliano d'Arco. Sostituirono la terza ed ultima versione del Romeo.

## Contesto e storia
La lettera “A” nella sigla A12 significava “autocarro”, e perciò indicava che la serie era simile ad un camion. Era quindi caratterizzata dalla presenza di un vano carico aperto. La lettera F nella sigla F12 significava invece “furgone”, e pertanto indicava che il veicolo possedeva un vano di carico chiuso.
Questi modelli di furgoni furono oggetto di un restyling nel 1977. In questa occasione fu studiata una nuova calandra in plastica nera, e la dicitura cromata riportante il nome dei modelli fu rimpiazzata da un adesivo con scritte nere.
L'A11 e l'F11 furono le versioni più leggere, rispettivamente, dell'A12 e dell'F12.
Nel 1967 la FADISA (Fabricacion de Automoviles Diesel S.A.), che fabbricava in Spagna il Romeo per conto della Casa del Portello, fu acquistata dalla Motor Ibérica. Nello stesso anno quest'ultima iniziò la produzione dell'F12 nel paese iberico rinominandolo Ebro F-100. Nel 1971, dopo un leggero restyling, il modello fu ridenominato Ebro F-108. Nel 1980 la Nissan acquistò la Motor Ibérica, e la serie Ebro fu rinominata Nissan Trade, che fu prodotta fino al 2004 negli stabilimenti di Avila.

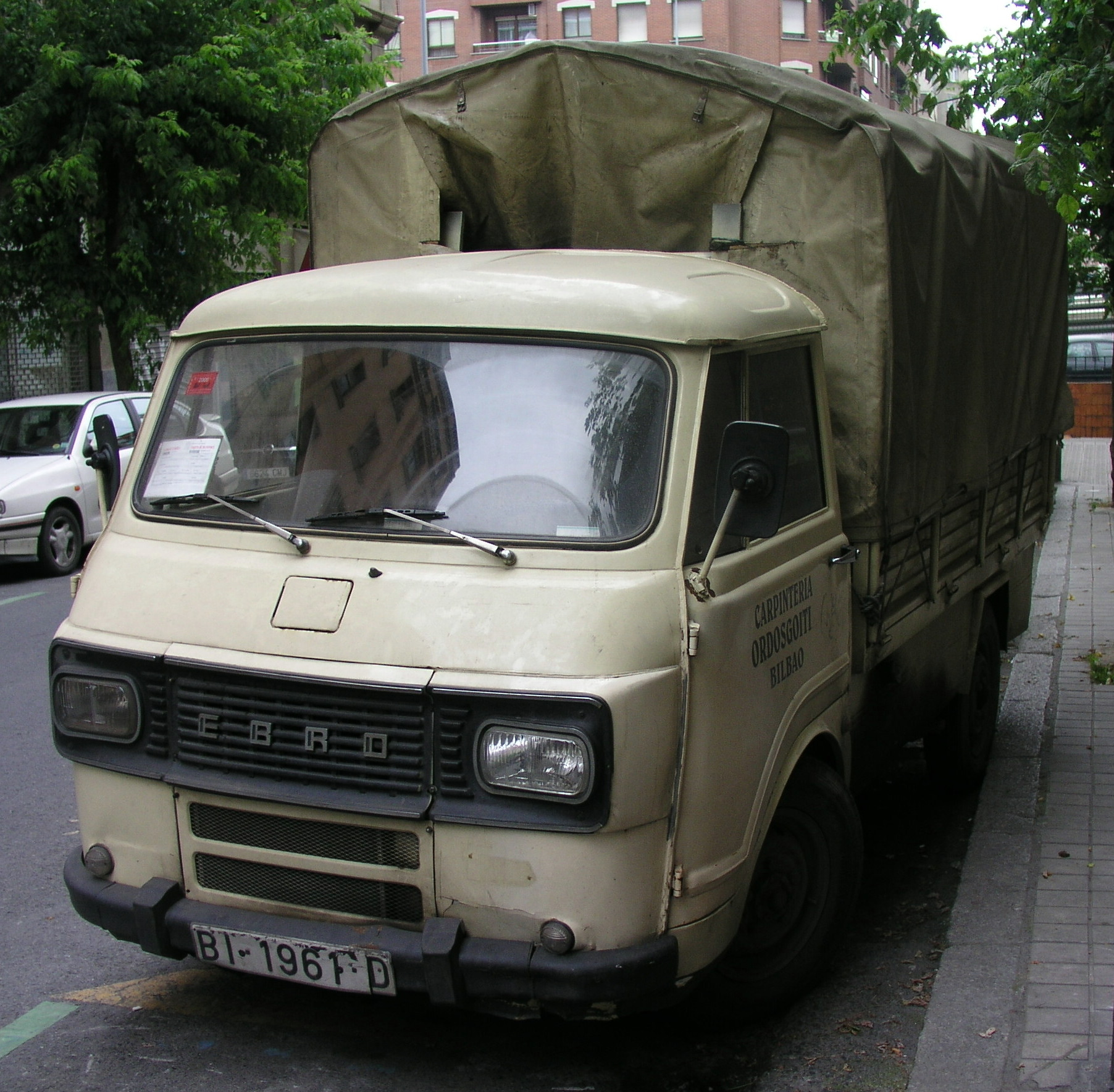
Un Ebro F108

Sulla base dell'F12, nel 1980, fu costruito in collaborazione con l'Ansaldo, un prototipo a trazione elettrica dotato di motore a corrente alternata di tipo asincrono trifase. Il veicolo aveva prestazioni interessanti per l'epoca con un'autonomia di 110 km ed una velocità massima di 65 km/ora ma non ebbe seguito produttivo e alcun sviluppo successivo.

## Caratteristiche tecniche
Furono commercializzate due motorizzazioni, benzina e diesel. In entrambi i casi, il propulsore era installato anteriormente.
Il motore a benzina era il bialbero Alfa Romeo a quattro cilindri in linea da 1290 cm³ di cilindrata montato sulle Giulia 1300.
Rispetto a quello installato sul modello di autovettura citato, era depotenziato a 52 CV. Fu montato durante tutti gli anni di produzione di questi furgoni, cioè dal 1967 al 1983.
Dal 1973 al 1983 fu anche disponibile un motore Diesel della Perkins a quattro cilindri in linea e 1760 cm³ di cilindrata che erogava 50 CV di potenza. Questo propulsore fu montato dal 1976 sulla Giulia berlina.
La trasmissione era formata da un cambio manuale ZF a quattro rapporti, e la trazione era anteriore. I freni posteriori erano a tamburo, mentre quelli anteriori erano a disco.
Queste serie di furgoni potevano raggiungere una velocità massima di 115 km/h col propulsore a benzina, e di 92 km/h con quello Diesel.